# Älgsjön (Säfsnäs socken, Dalarna)
Älgsjön är en sjö i Ludvika kommun i Dalarna och ingår i Göta älvs huvudavrinningsområde. Sjön har en area på 0,448 kvadratkilometer och ligger 293 meter över havet.

## Delavrinningsområde
Älgsjön ingår i det delavrinningsområde (666883-142011) som SMHI kallar för Utloppet av Älgsjön. Medelhöjden är 335 meter över havet och ytan är 12,25 kvadratkilometer. Det finns inga avrinningsområden uppströms utan avrinningsområdet är högsta punkten. Vattendraget som avvattnar avrinningsområdet har biflödesordning 3, vilket innebär att vattnet flödar genom totalt 3 vattendrag innan det når havet efter 423 kilometer. Avrinningsområdet består mestadels av skog (66 procent) och sankmarker (20 procent). Avrinningsområdet har 0,52 kvadratkilometer vattenytor vilket ger det en sjöprocent på 4,3 procent.